# Epizeuxis celatrix
Epizeuxis celatrix là một loài bướm đêm trong họ Noctuidae.